# Comité consultatif sur le droit de la famille
En droit québécois, le Comité consultatif sur le droit de la famille est un regroupement d'experts juridiques en droit de la famille mis sur pied par le gouvernement du Québec et présidé par le professeur Alain Roy.
Le Comité a été établi à la suite de l'arrêt de principe Québec (Procureur général) c. A rendu par le Cour suprême du Canada en 2013, qui concluait à la majorité qu'une disposition importante du Code civil du Québec (art. 585 C.c.Q) concernant les conjoints de fait était discriminatoire, mais que sa constitutionnalité pouvait être maintenue sur le fondement d'une limite raisonnable dans une société libre et démocratique (article 1 de la Charte canadienne des droits et libertés). Le gouvernement québécois a refusé de modifier la loi, mais il a accepté d'établir un Comité consultatif sur la question.
Le Comité a rédigé un Rapport consultatif important intitulé Pour un droit de la famille adapté aux nouvelles réalités conjugales et familiales. Bien que le Rapport n'a pas eu de suites législatives immédiates, il continue à stimuler les réflexions de juristes concernant les réformes à apporter au droit de la famille pour le rendre conforme aux réalités sociales et conjugales du XXIe siècle. Le professeur Roy a par ailleurs été nommé conseiller spécial du ministre de la Justice dans le dossier de la réforme du droit de la famille en novembre 2020.

## Recommandations principales
La liste suivante énumère quelques-unes des recommandations principales contenues dans le Rapport du Comité consultatif sur le droit de la famille :
- Régime parental impératif : il est recommandé d’instituer entre les parents d’un enfant commun à charge un lien juridique assorti de droits et d’obligations réciproques qui, selon différentes modalités, se concrétiseront durant leur vie commune, après la cessation de celle-ci ou alors même qu’ils n’ont jamais fait vie commune.
- Assujettir les parents d’un enfant commun à charge qui font vie commune (en mariage ou en union de fait) aux mesures de protection et d’attribution de la résidence familiale et des meubles du ménage.
- Instituer une nouvelle mesure appelée prestation compensatoire parentale.
- Reconnaître formellement deux formes de conjugalité dans le Code civil, soit le mariage et l’union de fait, et d’aménager le régime juridique applicable à chacun des statuts conjugaux dans le respect des principes d’autonomie de la volonté et de liberté contractuelle.
- Maintenir la logique d’« opting in » qui prévaut en matière d’union de fait, en n’instaurant entre les conjoints de fait ni droit ni obligation mutuels auxquels ils n’auront pas formellement consenti.
- Définir l’union de fait comme étant l’union de deux personnes qui font vie commune et qui se présentent publiquement comme un couple, sans égard à la durée de leur vie commune.
- Il est recommandé de faire du contrat d’union de fait un contrat nommé en bonne et due forme.
- Élargir au profit des conjoints de fait le droit à la prestation compensatoire.
- Instaurer en mariage un régime juridique basé sur une logique d’« opting out » au terme duquel les époux seront d’office soumis à l’application d’un cadre de droits et d’obligations mutuels.
- Il est en outre recommandé de remplacer l’appellation « régime matrimonial » par « régime patrimonial conjugal ».
- Maintenir les dispositions portant sur la prestation compensatoire dont peuvent actuellement se prévaloir les époux.
- Entreprendre un dialogue avec les autorités fédérales afin de récupérer toute compétence législative en matière de mariage et de divorce.
- Abolir la possibilité qu’ont actuellement les époux de stipuler une donation à cause de mort à titre irrévocable.
- Imposer au célébrant du mariage l’obligation d’obtenir des futurs époux une attestation délivrée par un notaire ou un avocat confirmant qu'ils ont été informés des droits et obligations résultant du mariage.
- Pour lutter contre les mariages forcés, interdire la célébration d’un mariage par un célébrant parent en ligne directe ou en ligne collatérale au deuxième degré de l’un des futurs époux.
- Renommer séparation de corps en séparation judiciaire des époux.
- Abroger l'union civile.
- Proclamer non plus seulement l’égalité des enfants face aux droits et obligations que leur confère leur filiation (une fois établie), mais également leur égalité face à l’établissement de leur filiation, sans autre considération.
- Remplacer le terme «  filiation par le sang » par « filiation de l’enfant né d’une procréation naturelle ».
- Rendre imprescriptibles les actions en réclamation et/ou en contestation de la filiation actuellement dite par le sang.
- Consacrer en toutes lettres le fondement et le mode d’établissement de la filiation maternelle de l’enfant issu d’une procréation assistée dite classique que constitue l’accouchement.
- Consacrer en toutes lettres les modes d’établissement de la seconde filiation de l’enfant issu d’une procréation assistée dite classique que constitue la reconnaissance formelle de parenté.
- Il est recommandé d’abroger la présomption de parenté comme mode d’établissement de la filiation de l’enfant issu d'une procréation assistée dite classique. (Recommandation no 3.16 (p. 161) ; la notion de procréation assistée dite classique est expliquée à la p. 229)
- Affirmer le droit de tous les enfants issus d’une même grossesse de réclamer leur seconde filiation en justice sur la base du projet parental.
- Instituer un cadre juridique spécifique permettant de reconnaître des effets au projet parental impliquant le recours à une mère porteuse.
- Instituer une voie procédurale judiciaire subsidiaire à la voie administrative qui permettra au tribunal, du consentement de la mère. porteuse et des parents d’intention ou de l’un d’eux, de prononcer après la naissance de l’enfant la substitution de la filiation en faveur du ou des parents d’intention
- Appréhender l’acte de naissance en tant que mode de preuve usuel de la filiation, quel qu’en soit le type, et de lui consacrer en conséquence un chapitre distinct.
- Consacrer dans la Charte des droits et libertés de la personne le « droit de toute personne à la connaissance de ses origines ».
- Préciser le caractère spécial (par opposition à global), temporaire et révocable de la délégation des attributs de l’autorité parentale.
- Permettre au parent qui exerce seul de droit son autorité parentale de convenir, sous contrôle judiciaire, d’un partage d’autorité parentale avec son conjoint.
- Imposer au beau-parent de remplacement qui a agi in loco parentis à l’égard de l’enfant de son conjoint, marié ou non, une obligation alimentaire au profit de cet enfant.
- Conférer à celui ou à celle qui se voit accorder la garde exclusive ou partagée de l’enfant en sa qualité de beau-parent de remplacement ayant agi in loco parentis, l’exercice de l'autorité parentale sur l’enfant, à moins que le tribunal ne décide du contraire sur la base de l’intérêt de l’enfant.
- Reconnaître à l’enfant le droit d’entretenir des relations personnelles avec le (la) conjoint(e) ou l'ex-conjoint(e) de son parent
- Que soit assujettie aux mesures de protection et d’attribution de la résidence familiale la personne qui agit in loco parentis auprès de l’enfant à charge de son conjoint.
- Interdire formellement aux parents, de même qu’à toute autre personne exerçant l’autorité parentale, d'infliger à l’enfant des punitions corporelles.
- Que le gouvernement se dote d'une véritable politique de diffusion du droit de la famille.

## Membres experts
- Pr Alain ROY
- Me Marie-Josée BRODEUR
- Pr Dominique GOUBAU
- Me Suzanne GUILLET
- Me Christiane LALONDE
- Me Jean LAMBERT
- Pre Céline LE BOURDAIS
- Me Renée MADORE
- Mme Anne ROBERGE